# بن سينجكول (رواية)
بن سينجكول هي رواية عام 2001 كتبها الفنان الفلبيني الوطني فرانسيسكو سيونيل خوسيه.

## القصة
تدور أحداث الرواية حول شخصية بنيامين «بن» سينجكول، روائي شهير كتب كتابًا بعنوان «الألم»، وهو سيرة ذاتية كُتبت أثناء الاحتلال الياباني للفلبين. من خلال هذه الرواية الخيالية، تذكر سينجكول الصعوبات التي عانى منها الفلبينيون أثناء الاحتلال. تم وصف سينجكول بأنه جبان، لهروبه من موقع قتال في باتان عندما كان الجنود اليابانيون يقتربون منه. كان سينجكول متهرباً طوال حياته.